# Hriňová
Hriňová (niem. Hrinau, węg. Herencsvölgy) – miasto na Słowacji w kraju bańskobystrzyckim, nad rzeką Slatiną, w północno-wschodnim zakątku Kotliny Zwoleńskiej. W 2011 roku liczyło 7814 mieszkańców. Jest obecnie (dane z 2005 r.) ósmym co do wielkości powierzchni miastem Słowacji, o rozciągłości wschód-zachód 17 km, zaś północ-południe 13 km.
Hriňová powstała w XVIII w. jako osada leśna ówczesnej wsi Detva. Prawa samodzielnej gminy uzyskała w 1890 r. Za czasów czechosłowackich była największą powierzchniowo wsią w państwie: liczyła 11 większych osad oraz wiele mniejszych przysiółków i pojedynczych gospodarstw, rozrzuconych po okolicznych łazach. Po II wojnie jako jedna z nielicznych wsi w Czechosłowacji nie podległa przymusowej kolektywizacji – okazało się to niemożliwe do przeprowadzenia ze względu na rozległość terenu oraz znaczne rozrzucenie ról i pastwisk. Dopiero po wejściu Słowacji do Unii Europejskiej powstało tu pierwsze zrzeszenie rolnicze („Svojpomocné družstvo jednotlivo hospodáriacich roľníkov”), powołane w celu łatwiejszego ubiegania się o unijne środki pomocowe. Prawa miejskie uzyskała Hriňová 1 stycznia 1989 r., jednak do dzisiejszego dnia znaczna część ludności mieszka w ok. 30 osiedlach, rozrzuconych wśród okolicznych wzgórz. W najmniejszej osadzie o nazwie Mangutove żyło w 2005 r. tylko 17 osób.
Od początków XIX w. do 1915 r. działała tu huta szkła, na przełomie XIX i XX w. jedna z najnowocześniejszych w ówczesnych Węgrzech. Powstał również tartak parowy i leśna kolej wąskotorowa, wiodąca do miejscowości Kriváň i normalnotorowej linii kolejowej Zwoleń – Łuczeniec. Po II wojnie światowej powstały duże zakłady mechaniczne związane z niedalekimi zakładami w Detvie, produkujące również na rzecz przemysłu zbrojeniowego. W latach 80. XX w. zatrudniały one ok. 1900 pracowników, w 2005 r. – już tylko 400.
Miejscowość znana jest jako miejsce znalezienia w 1929 r. „skarbu”, na który składało się 14 rzymskich denarów z II w. n.e. Zachowane liczne przykłady drewnianej architektury ludowej (domy konstrukcji zrębowej o charakterystycznych wnętrzach), na cmentarzu cenne drewniane krzyże nagrobne. Dobrze zachowany folklor.
Na północ od miasta sztuczny zbiornik wodny Hriňová.